# Mesembriornis incertus
Mesembriornis incertus is een soort uit de familie der schrikvogels (Phorusrhacidae). De soort leefde tijdens het late Mioceen en het vroege Plioceen in de provincie Catamarca (in het huidige Argentinië) en wordt gekenmerkt door een kleinere bouw dan die van Mesembriornis milneedwardsi.

## Geschiedenis
M. incertus werd voor het eerst beschreven door Cayetano Rovereto, die toen de naam Prophororhacos incertus gebruikte, in 1914. Alvarenga en Höfling beseften in hun systematische revisie van de phorusrhacidae echter dat Phophororhacos een synoniem is voor Mesembriornis. De naam Mesembriornis kreeg voorrang omdat hij de oudste is waardoor de huidige naam van de soort Mesembriornis incertus werd.

## Beschrijving
M. incertus is de kleinere van de twee bekende soorten van Mesembriornis, waarbij M. milneedwardsi (bijna 170 cm hoog) minstens 20% groter was. In tegenstelling tot zijn zustertaxon bestaat er geen informatie over de schedel van M. incertus. De lengte van de tibiotarsus (37 cm) en van de tarsometatarsus (31,5 cm) zijn echter gekend.

### Gevonden materiaal
Het holotype (MACN-6934) bestaat uit een dorsale halswervel; een fragment van de omale portie van het linker ravenbeksbeen; de rechter ellepijp en spaakbeen en het rechteropperarmbeen, het distale deel van de tarsometatarsus, het eerste teenkootje van teen III en het derde teenkootje van teen II. Buiten het holotype heeft men ook nog een exemplaar (MACN-6931), bestaande uit een fragment van een halswervel; een tweede (FM-P14422), bestaande uit een tibiotarsus en een tarsometatarsus en een volledig intacte teen I en II en een derde (MACN-6737), bestaande uit een linker tarsometatarsus (waarvan het proximale deel ontbreekt) en de eerste en tweede teenkootjes van teen II gevonden.